# ペラルゴン酸
ペラルゴン酸（ペラルゴンさん、pelargonic acid）は、9個の炭素鎖の末端にカルボキシル基を持つ飽和脂肪酸である。
「使い古した食用油に似た不快なにおい」を持つ油状の液体で、水にはほとんど溶けないが、クロロホルムやエーテル、アルコール、酢酸エチルにはよく溶ける。消防法に定める第4類危険物 第3石油類に該当する。

## 概要
天然には、エステルとしてテンジクアオイ属（学名：ペラルゴニウム Pelargonium）、キイチゴ属、Ajania属の植物の精油に含まれる。高濃度で皮膚や角膜への刺激性を示す。エルカ酸をオゾン分解した際にも生成される。

## 工業用途
- 可塑剤やラッカー、接着剤、アルキド樹脂および柔軟剤の製造に使われる。
- 動物に対する毒性が低い除草剤としても利用される[4]。植物に付着すると、表面より取り込まれ組織浸透過程で細胞壁を破壊し、細胞内pHを急激に低下させて枯死に至らしめる[4]。
- ペラルゴン酸メチルなどの合成エステルは、香料として食品添加物として用いられる[4]。
- ペラルゴン酸のアミドである4-ノナノイルモルホリンは、催涙スプレーの活性成分である。

## ヒトのにおい
ヒトの皮膚にも存在し、加齢に伴うにおいの原因物質（2-ノネナールによる「加齢臭」とは別）として、2008年に特定された。
皮脂の酸化による「30代男性特有のにおい」であり、ポリフェノールが豊富なメマツヨイグサ抽出液によって、においが緩和（酸化抑制）されるという報告もある。
酸化される要因としては、紫外線などの外的なものや、ストレス・生活習慣の乱れなどによる内的なものがある。特に30代男性は皮脂分泌量がピークとなるので、酸化が顕著だと言われている。発生源は皮脂腺の多い胸・背中、首周りなど。